# 13804 Hrazany
13804 Hrazany este o planetă minoră (asteroid), cu un diametru de 13,106 km, din centura de asteroizi. A fost descoperită pe 9 decembrie 1998 la Observatorul Kleť de Miloš Tichý⁠(d) și a fost numită după Hrazany⁠(d). 
Obiectul prezintă o orbită caracterizată de o semiaxă mare de 3,1625091 UAi, o excentricitate de 0,148349, o înclinație de 5,96672 ° în raport cu ecliptica.